# Abigail Fillmore
Pour les articles homonymes, voir Fillmore.
Abigail Fillmore (née Abigail Powers le 13 mars 1798 à Stillwater dans l'État de New York - morte le 30 mars 1853 à Washington, D.C.) est l'épouse de Millard Fillmore, vice-président
puis président des États-Unis. Elle est ainsi successivement Deuxième dame en 1849 puis Première dame des États-Unis entre 1850 et 1853.
La réalisation la plus remarquable d'Abigail en tant que Première dame a été la création de la première bibliothèque de la Maison-Blanche. Ancienne institutrice, elle a toujours apprécié la littérature et a refusé de vivre dans une maison sans livres. La bibliothèque est devenue une salle de réception populaire à la Maison-Blanche et a fonctionné comme un salon littéraire. Elle était également impliquée dans les aspects politiques de la présidence, et son mari lui demandait souvent son avis sur les affaires de l’État. Elle s’intéressait moins au rôle d’hôtesse de la Maison-Blanche et souffrait de maux qui l’empêchaient de s’acquitter de certaines de ses fonctions, notamment une blessure à la cheville qui limitait sa mobilité. Bon nombre de ses responsabilités sociales ont été déléguées à sa fille Mary Abigail Fillmore. Elle mourut d’une pneumonie en 1853, quelques semaines seulement après la fin du mandat présidentiel de son mari. Elle est considérée comme l’une des Premières dames les plus obscures, et une grande partie de ses correspondances sont perdues.

## Source
- (en) Cet article est partiellement ou en totalité issu de l’article de Wikipédia en anglais intitulé « Abigail Fillmore » (voir la liste des auteurs).